# Sancetur
A Sancetur (Sou Transportes) é uma empresa brasileira atuante no setor de transporte urbano municipal e transporte escolar no interior de São Paulo. Sua sede se encontra na cidade de Paulínia, em São Paulo. Opera os serviços de transporte coletivo urbano nas cidades de Americana, Atibaia, Caraguatatuba, Cubatão, Indaiatuba, Itanhaém, Jarinú, Limeira, Mogi-Guaçu, Mogi-Mirim, Peruíbe, Presidente Prudente, Rio Claro, Salto, São Carlos, São José dos Campos, São Sebastião, São Vicente, Ubatuba e Valinhos, além do transporte escolar em Americana, Indaiatuba, Paulínia e outras localidades. Pertence à família Chedid.

## Grupo Sou
A Sancetur faz parte do Grupo SOU que atua no setor de transportes há mais de 70 anos. Com uma gestão sólida, inovação constante e forte compromisso com a qualidade na prestação de serviço, o grupo se consolidou como uma das principais operadoras de transporte público do país.

## Histórico de concessões
A Sancetur, uma das empresas do Grupo SOU, foi fundada em 1992 e opera no transporte urbano e escolar.
Em 2016 a Sancetur venceu a licitação para operar o transporte municipal de Valinhos, que era há 35 anos operado pela Rápido Luxo Campinas, pertencente ao Grupo Belarmino, sem licitação. A empresa apresentou uma outorga 4,5 vezes superior à da concorrente, Rápido Sumaré, pertencente ao mesmo grupo que a então operadora. O contrato tem duração de 15 anos. Após o procedimento licitatório, a empresa perdedora, Rápido Sumaré, entrou na justiça e obteve uma liminar para barrar a contratação. Uma liminar foi concedida primeiramente, com base no fato da Sancetur ter entregue os envelopes antes da data máxima de entrega. A liminar foi contestada pela prefeitura que conseguiu sua derrubada no Tribunal de Justiça. Posteriormente, a empresa alegou que a tarifa era inexequível, mas não teve sucesso no pedido de suspensão do processo.Para a operação em Valinhos a Sancetur assumiu a marca "SOU Valinhos" (Sistema de Ônibus Urbano). Após a assunção do sistema pela Sancetur, a empresa Rápido Luxo Campinas, que opera linhas metropolitanas em Valinhos, passou a cobrar dos passageiros que faziam integração no Terminal Rodoviário de Valinhos vindos das linhas municipais. Alegadamente a integração prejudicava o equilíbrio econômico-financeiro do contrato da Rápido Campinas, e a EMTU-SP alegava que a prefeitura de Valinhos não havia tomado medidas para garantir a integração. Entretanto, a prefeitura alegava descumprimento de convênio assinado entre as partes e acionou a justiça para a retomada do serviço. Em dezembro a justiça determinou a retomada da integração gratuita no terminal, que retornou após alguns dias.
No início de 2017, a Sancetur assumiu o transporte na cidade de Atibaia em caráter emergencial. A antiga operadora, Viação Atibaia, não entrou em consenso com a prefeitura para a renovação do contrato, que se encerrara em 2016, e operou sob uma liminar até 2017, quando a prefeitura realizou procedimento para escolha de uma nova empresa. Com o novo contrato, a tarifa foi diminuída em dez centavos e a Sancetur assumiu a marca "SOU Atibaia" para operar na cidade.
No final de 2017 a Sancetur foi escolhida para assumir um dos lotes do sistema de transporte municipal de Americana, juntamente com a Viação Piracicabana, que assumiria outro lote. Entretanto, a Viação Princesa Tecelã (VPT) conseguiu uma liminar na justiça que impede seu descredenciamento junto ao serviço de transporte municipal. Em razão disso, a Sancetur continua operando apenas transporte escolar na cidade de Americana. No mesmo ano, um contrato entre a prefeitura de Americana e a Sancetur, de 2014, para o transporte escolar, foi julgado irregular pelo Tribunal de Contas do Estado de São Paulo por superfaturamento e irregularidades no processo licitatório, resultando em multas a ex-secretários da gestão de Diego De Nadai (PSDB). A operação da empresa, entretanto, não foi comprometida por estar regida por outro contrato.
No começo de 2018 a empresa iniciou operações na cidade de Indaiatuba, onde foi contratada emergencialmente após a prefeitura romper contrato com a Viação Indaiatubana/Rápido Sumaré, pertecente ao Grupo Belarmino, por maus serviços prestados. Seguindo o exemplo das outras cidade onde atua, foi criada a marca "SOU Indaiatuba". Em meados de 2018 o processo licitatório na cidade foi suspenso pelo Tribunal de Contas, e a empresa teve seu contrato prorrogado. Na mesma época a empresa teve problemas em Paulínia, sua sede e onde atua no transporte escolar, com registro de greves por parte dos funcionários em razão de atrasos no pagamentos dos salários e não-recolhimento de contribuições.
A Sou indaiatuba foi a primeira cidade do Brasil a operar 100% com ônibus com ar condicionado.
Em 15 de setembro de 2018, a prefeitura de Americana novamente rescindiu o contrato com a concessionária do transporte público municipal, Viação Princesa Tecelã (VPT). Na ocasião o prefeito americanense, Omar Najar (MDB) afirmou que apenas uma empresa seria contratada para operar o sistema, composto por dois lotes. Seis dias depois, a Sancetur foi anunciada como a vencedora do processo de contratação em caráter emergencial, por apresentar uma frota de 80 ônibus com idade média de 2,9 anos. A imprensa local repercutiu problemas da empresa em outros locais, como as recentes paralisações em Paulínia e problemas com a frota em Paulínia e Rio Claro, cidades onde opera o transporte escolar. Após a escolha, a VPT, que pelo decreto de caducidade deveria até 30 de novembro, questionou a decisão e anunciou que levaria o caso à justiça. Além de argumentar que a decisão de encerrar o contrato tinha problemas, a VPT apontou possíveis irregularidades na contratação da Sancetur. A justiça concedeu liminar à VPT garantindo acesso aos documentos da contratação emergencial, mas até o momento não houve decisão judicial alterando o decreto de caducidade.
Em 22 de novembro de 2019, a prefeitura de Limeira, no interior de São Paulo, anunciou que a Sancetur passaria a operar o sistema de transporte coletivo municipal em caráter emergencial. Até então, o transporte da cidade era operado pela empresa Viação Limeirense, que encontrava-se sob intervenção do poder público desde 2017. Após o fim da intervenção, em meados de 2019, a Sancetur assumiu o serviço.
Em 11 de junho de 2021, a empresa começa a operar emergencialmente o transporte municipal de São Sebastião, no lugar da Ecobus.
Ainda em 2021, no dia 08 de dezembro, a empresa assume o transporte municipal de Presidente Prudente, no lugar da empresa Pruden Express.
Em 21 de julho de 2022, ela é contratada para operar o transporte municipal de São Vicente no lugar da Otrantur. 
Em 01 de maio de 2023, assume (através da Rigras) a operação de todas as linhas municipais do município de São Carlos no interior do estado de São Paulo. 
Em setembro de 2023, ela assina contrato para operar o transporte coletivo municipal de Rio Claro, substituindo a Rápido São Paulo. 
Em 01 de Junho de 2024, a Sancetur passa a operar o transporte coletivo municipal de Caraguatatuba no lugar da Expresso Fênix, antiga concessionária que foi vendida para a mesma, que usará o nome fantasia de SOU Caraguá. 
No final de 2024, a Sancetur passou a operar outras linhas do transporte coletivo municipal que era operada pela Expresso Fênix, tanto a filial de Caraguá como a de Cubatão, Itanhaém, Peruíbe, Ilhabela, Mogi Guaçu e Mogi Mirim, transformando-as em SOU.
No dia 28 de fevereiro de 2025, a prefeitura de São Paulo anuncia a contratação das empresas Sancetur e Alfa RodoBus para substituir as empresas Transwolff e UpBus, as quais estão sob investigação do Ministério Público. 